# Europeiska socialfonden
Europeiska socialfonden (ESF) är Europeiska unionens viktigaste finansiella instrument för att stödja sysselsättningen i medlemsstaterna och främja den ekonomiska och sociala sammanhållningen. Europeiska socialfondens utgifter uppgår till ungefär 10 procent av EU:s totala budget. 
ESF är en av de europeiska struktur- och investeringsfonderna, vars syfte är att förbättra den sociala sammanhållningen och det ekonomiska välståndet i unionens samtliga regioner. Fonderna är omfördelande finansiella instrument som stöttar sammanhållningen inom Europa genom att koncentrera ekonomiskt stöd till mindre utvecklade regioner. Huvudsyftet med ESF-medlen är att bidra till skapandet av fler och bättre jobb inom EU. Detta sker genom medfinansiering av nationella, regionala och lokala projekt som ökar sysselsättningsgraden, förbättrar kvaliteten på jobben och ökar integrationen på arbetsmarknaden i medlemsstaterna och deras regioner.

## Historia
Europeiska socialfonden skapades redan i det grundande Romfördraget 1957, vilket gör den till den äldsta av strukturfonderna. Även om ESF alltid har haft ökad sysselsättning som huvudsakligt mål, har man genom åren anpassat sitt fokus för att möta nya tiders utmaningar. Under de tidiga åren efter andra världskriget koncentrerade man sig på att hantera förflyttningen av arbetare inom Europa. Därefter övergick man till att bekämpa arbetslösheten bland unga och lågutbildade. Under den nuvarande finansieringsperioden, 2007-2013, riktar ESF sitt stöd till dem som har särskilda svårigheter att hitta arbete, till exempel kvinnor, unga, äldre, invandrare och personer med funktionshinder. Man stöttar även företag och arbetstagare för att hjälpa dem att anpassa sig till förändringar. Detta sker genom bidrag till nytänkande på arbetsplatserna, livslångt lärande och arbetstagares rörlighet.

## Europeiska socialfondens plats i EU:s politik och strategier
Europeiska unionens övergripande strategi är den s.k. Lissabonstrategin. Dess syfte är att senast år 2010 ha gjort Europa till den mest dynamiska och konkurrenskraftiga kunskapsbaserade ekonomin i världen, med möjlighet till hållbar ekonomisk tillväxt, fler och bättre arbetstillfällen, större social sammanhållning och respekt för miljön. Målen i Lissabonstrategin utgör grunden för ESF:s prioriteringar. 
Flera av EU:s finansiella och politiska instrument utgår från Lissabonstrategin. Bland annat har sammanhållningspolitiken som mål att minska de ekonomiska och sociala skillnaderna mellan EU:s länder och regioner. För att åstadkomma detta utnyttjas resurser ur strukturfonderna – där ESF ingår – för att stödja den ekonomiska och sociala utvecklingen i mindre utvecklade regioner.
Mot bakgrund av behovet att öka konkurrenskraften och sysselsättningen i en tid av ökande globalisering och åldrande befolkning, erbjuder den europeiska sysselsättningsstrategin ett samordnande ramverk för överenskommelser om gemensamma prioriteringar och målsättningar för sysselsättningspolitiken i EU:s medlemsstater. Dessa gemensamma prioriteringar tas sedan upp i sysselsättningsriktlinjerna och införlivas i de nationella reformprogram som de enskilda medlemsstaterna upprättar. ESF-medel fördelas av respektive medlemsstat i enlighet med de nationella reformprogrammen samt även de nationella strategiska referensramarna (NSRF), som fastställer medlemsstatens huvudprioriteringar för hur medel från EU:s strukturfonder ska användas.
Även den europeiska sociala agendan spelar roll då prioriteringar för ESF-medlen ska utformas. Den sociala agendans mål är att uppdatera den ”europeiska sociala modellen” genom att modernisera arbetsmarknaden och socialförsäkringssystemen, så att arbetstagare och företag kan dra nytta av de möjligheter som skapas av internationell konkurrens, tekniska landvinningar och förändringar i befolkningsmönster, samtidigt som man skyddar de svagaste i samhället. Utöver detta ingår även konceptet ”flexicurity” i de nuvarande ESF-initiativen. Flexicurity (av engelskans ord för flexibilitet och säkerhet) kan definieras som en politisk strategi som syftar till att öka flexibiliteten hos arbetsmarknaden och arbetsmarknadens parter å ena sidan, och anställningstryggheten och inkomsttryggheten å den andra. Termen flexicurity innebär ett nytt sätt att se på sysselsättning som ”arbete genom hela livet”, snarare än ”ett jobb genom hela livet”, vilket var den tidigare modellen. Arbetstagare uppmuntras att ta kommandot över sitt arbetsliv genom att delta i livslångt lärande, anpassa sig till förändring och utnyttja sin rörlighet.

## ESF: Så definieras strategin
Europeiska socialfondens verksamhet planeras i programcykler om sju år. ESF:s strategi och budget förhandlas fram av EU:s medlemsstater, Europaparlamentet och Europeiska kommissionen. Strategin definierar målsättningarna för ESF-medlen och delas, helt eller delvis, med de övriga strukturfonderna. För Europeiska socialfondens nuvarande programomgång är målsättningarna följande:
Målet för regional konkurrenskraft och sysselsättning: Stärka regional konkurrenskraft, sysselsättning och uppmuntra till investeringar.
Konvergensmålet: Stimulera tillväxt och sysselsättning i de minst utvecklade regionerna. Detta mål får över 80 % av de totala ESF-medlen.
Strategin definierar även s.k. ”prioriterade områden” – d.v.s. vilka åtgärder som krävs för att uppnå målen och är bidragsberättigade.

## Hur ESF-medel fördelas
Nivån på ESF:s finansiering skiljer sig från en region till en annan beroende på deras relativa välstånd. EU:s regioner indelas i fyra kategorier, på grundval av deras regionala BNP per person jämfört med EU-genomsnittet (EU med 25 eller 15 medlemsstater) och uppdelat på de två målsättningarna. 
Konvergensmålet inbegriper:
- Konvergensregioner: BNP per person på mindre än 75% av genomsnittet i EU-25.
- Utfasningsregioner: BNP per person på mer än 75% av genomsnittet i EU-25, men mindre än 75% av genomsnittet i EU-15.

Målet regional konkurrenskraft och sysselsättning inbegriper: 
- Infasningsregioner: BNP per person på mindre än 75% av genomsnittet i EU-15 (perioden 2000–2006), men mer än 75% av genomsnittet i EU-15 (perioden 2007–2013).
- Konkurrenskrafts- och sysselsättningsregioner: Övriga EU-regioner.

I konvergensregioner kan medfinansiering med ESF-medel uppgå till 85% av den totala kostnaden. I regioner med projekt inom konkurrenskraft och sysselsättning är en medfinansiering på 50% vanligare. För rikare medlemsstater och regioner kompletterar ESF-finansiering befintliga nationella sysselsättningsinitiativ, medan ESF-medel kan utgöra huvudsaklig finansiering av sysselsättningsrelaterade åtgärder för mindre välbeställda medlemsstater. De regioner som är berättigade till stöd inom den nuvarande programperioden (2007–2013) visas på kartan.

## Hur stödet från ESF implementeras
Även om definieringen av strategier sker på EU-nivå är implementeringen av ESF-bidragen medlemsstaternas och regionernas ansvar. Då man har beslutat om strategi och budgetfördelning delas ansvaret för genomförandet av själva programmen upp. De sjuåriga operativa programmen planeras av medlemsstaterna och Europeiska kommissionen tillsammans. Dessa operativa program beskriver de områden, så väl geografiska som tematiska, som är berättigade till finansiering. 
Medlemsstaterna upprättar också nationella förvaltningsmyndigheter för ESF. Dessa ansvarar för urvalet av projekt, utbetalning av medel och utvärdering av projektens verksamhet och resultat. Man utser även organ för certifiering och revision, för att övervaka och säkerställa att utgifterna är i enlighet med Europeiska socialfondens regler. 
En avhandling från Förvaltningshögskolan vid Göteborgs universitet visade att det kan skilja sig åt beroende på vilken styrform som är rådande i landet hur stöd från ESF implementeras. 

## ESF-projekt
Implementeringen av Europeiska socialfondens mål uppnås sedan genom ett stort antal projekt som ett stort antal organisationer, både inom offentlig och privat sektor, ansöker om och genomför. Dessa organisationer inbegriper nationella, regionala och lokala myndigheter, utbildningsanstalter, icke-statliga organisationer (NGO) och frivilligsektorn, liksom arbetsmarknadens parter, till exempel fackföreningar och arbetsplatsråd, näringslivs- och yrkesorganisationer samt enskilda företag. 

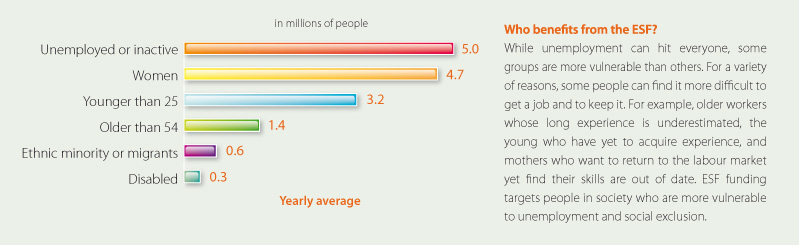

Typen av bidragsmottagare för ESF-projekt varierar, från enskilda arbetstagare till grupper av personer, industrier, fackföreningar, offentliga förvaltningar och enskilda företag. Utsatta grupper av personer som har extra svårt att hitta arbete, eller utvecklas i sitt arbete, som till exempel långtidsarbetslösa och kvinnor, utgör en särskild målgrupp. Som ett riktmärke görs en uppskattning att över 9 miljoner individer i dessa utsatta grupper varje år får hjälp genom att delta i ESF-projekt, se diagram 1.

## Europeiska socialfonden 2007-2013
Den nuvarande programperioden för Europeiska socialfonden löper från 2007 till 2013 under parollen ”Investering i människor”. Under denna period investeras omkring 75 miljarder euro – nära 10% av EU:s budget – på projekt för ökad sysselsättning. Stöd ges inom sex prioriterade områden: 

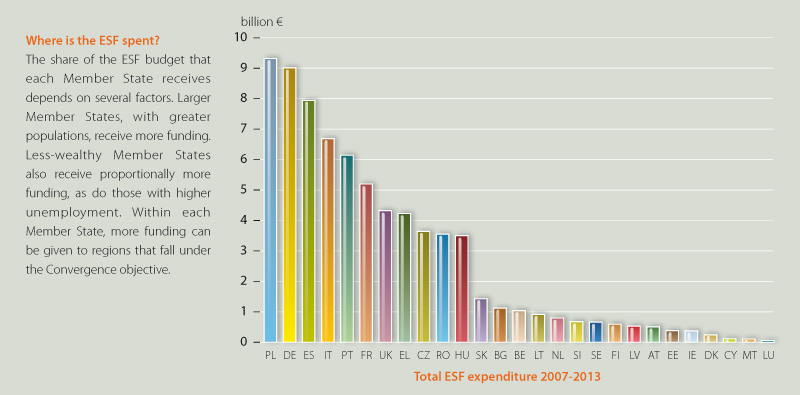

- Ökning av humankapitalet (34% av total budget)
- Förbättrat tillträde till arbetsmarknaden och ökad varaktighet (30%)
- Ökad anpassningsförmåga hos arbetstagare, företag och entreprenörer (18%)
- Förbättrad social integration för mindre gynnade personer (14%)
- Förstärkning av nationella, regionala och lokala institutioner (3%)
- Mobilisering för reformer inom sysselsättning och social integration (1%)

Den faktiska fördelningen av medel varierar inom de olika regionerna, beroende på lokala och regionala prioriteringar. Samtliga sex prioriterade områden kan tillämpas inom så väl konvergensmålet som målet för regional konkurrenskraft och sysselsättning. Dock lägger konvergensregioner vanligtvis tonvikten på prioriteringen ”ökat humankapital”. 
Fördelningen av ESF-medel per medlemsstat för 2007–2013 visas i diagram 2. 
Europeiska socialfondens omfördelande karaktär kan ses i diagram 3 som visar utgifter per capita av medlemsstaternas befolkning.